# Agger (Dania)
Agger – miasto w Danii, w regionie Jutlandia Północna, w gminie Thisted.